# Isla Vestfold
La isla Vestfold es una pequeña isla costera, de tipo volcánica formando el punto de entrada al noroeste de la bahía Larvik en la costa sur de Georgia del Sur. Fue nombrado por el Comité Antártico de Lugares Geográficos debido a la firma de la caza de ballenas A/S Vestfold, que explotaba el buque ballenero Vestfold y una estación ballenera orilla de la bahía Stromness hacia 1920.
La isla es administrada por el Reino Unido como parte del territorio de ultramar de las Islas Georgias del Sur y Sandwich del Sur, pero también es reclamada por la República Argentina que la considera parte del departamento Islas del Atlántico Sur dentro de la provincia de Tierra del Fuego, Antártida e Islas del Atlántico Sur.